# Кенвіл (Нью-Джерсі)
Кенвіл (англ. Kenvil) — переписна місцевість (CDP) в США, в окрузі Морріс штату Нью-Джерсі. Населення — 1806 осіб (2020).

## Географія
Кенвіл розташований за координатами 40°52′13″ пн. ш. 74°37′54″ зх. д. / 40.87028° пн. ш. 74.63167° зх. д. (40.870198, -74.631639).  За даними Бюро перепису населення США в 2010 році переписна місцевість мала площу 4,09 км², з яких 3,44 км² — суходіл та 0,65 км² — водойми.

## Демографія
Згідно з переписом 2010 року, у переписній місцевості мешкало 3009 осіб у 1095 домогосподарствах у складі 773 родин. Густота населення становила 735 осіб/км².  Було 1149 помешкань (281/км²).
Расовий склад населення:
| - 83,5 % — білих - 7,2 % — азіатів - 2,2 % — чорних або афроамериканців - 0,1 % — корінних американців - 4,6 % — осіб інших рас |

До двох чи більше рас належало 2,4 %. Частка іспаномовних становила 16,0 % від усіх жителів.
За віковим діапазоном населення розподілялося таким чином: 20,9 % — особи молодші 18 років, 62,6 % — особи у віці 18—64 років, 16,5 % — особи у віці 65 років та старші. Медіана віку мешканця становила 42,2 року. На 100 осіб жіночої статі у переписній місцевості припадало 95,4 чоловіків;  на 100 жінок у віці від 18 років та старших — 94,8 чоловіків також старших 18 років.
Середній дохід на одне домашнє господарство  становив 104 651 долар США (медіана — 96 324), а середній дохід на одну сім'ю — 119 827 доларів (медіана — 109 464). Медіана доходів становила 60 951 долар для чоловіків та 65 147 доларів для жінок. За межею бідності перебувало 6,8 % осіб, у тому числі 14,0 % дітей у віці до 18 років та 2,7 % осіб у віці 65 років та старших.
Цивільне працевлаштоване населення становило 1536 осіб. Основні галузі зайнятості: освіта, охорона здоров'я та соціальна допомога — 26,2 %, роздрібна торгівля — 16,4 %, науковці, спеціалісти, менеджери — 12,0 %, мистецтво, розваги та відпочинок — 9,4 %.